# Şile
Şile – miasto w Turcji, w prowincji Stambuł. W 2017 roku liczyło 15 632 mieszkańców.